# 166 (số)
166 (một trăm sáu mươi sáu) là một số tự nhiên ngay sau 165 và ngay trước 167.